# Laurence Passell
Laurence »Larry« Passell, ameriški fizik, * 23. marec 1925, Cleveland, Ohio, ZDA, † 17. december 2021, Long Island, New York, ZDA.

## Življenje in delo
Passell je leta 1945 diplomiral (B.S.) na Akademiji trgovske mornarice ZDA in med 2. svetovno vojno služil na bojiščih na Atlantiku, Sredozemlju in Tihem oceanu. Preživel je dva napada nemških podmornic. Po vojni je leta 1950 diplomiral (A.B.) na Kolidžu Harvad. Leta 1951 je bil zaposlen v Nacionalnem laboratoriju Los Alamos. Leta 1952 je opravil magisterij na Univerzi Kalifornije v Berkeleyju in leta 1955 doktoriral iz fizike na isti univerzi pod mentorstvom Henryja Briggsa Silsbeeja na temo toplotne prevodnosti aluminija pri nizkih temperaturah.
Nato se je leta 1955 zaposlil v Lawrenceovem sevalnem laboratoriju, kjer je raziskoval interakcije med nevtroni in jedri v novo zgrajenem reaktorju v Livermoreu. Po nekaj letih dela na raziskavah, povezanih z orožjem, je odšel v dansko Raziskovalno ustanovo Risø blizu Københavna, kjer so gradili nov reaktor, namenjen temeljnim raziskavam. Tu je leta 1961 začel svojo življenjsko kariero kot razprševalec nevtronov. Pomagal je pri zagonu nevtronskega programa v Risøju in po Bertramu Brockhouseu postavil na novo izumljen 3-osni inštrument v reaktorju DR3. Po nekaj letih na Danskem je leta 1963 odšel v Nacionalni laboratorij Brookhaven, kjer je bil raziskovalni reaktor HFBR leta 1965 pripravljen za začetek dela.
Leta 1968 je postal član Ameriškega fizikalnega društva. Od leta 1995 je bil v Brookhavnu svetovalec.